# Abisara bifasciata
Abisara bifasciata ou Judy duas manchas de ameixa, é uma borboleta da família Riodinidae. Ela pode ser encontrada na Ásia.

## Subespécies
- Abisara bifasciata bifasciata (Andamans)
- Abisara bifasciata angulata Moore, [1879] (Sikkim, Manipur, Nagaland para Myanmar)
- Abisara bifasciata suffusa Moore, 1882 (Índia)